# Lijst van nummer 1-hits in de Nederlandse Single Top 100 in 2001
Deze hits stonden in 2001 op nummer 1 in de Mega Top 100, de voorloper van de huidige Nederlandse Single Top 100.
| Nummer | Datum        | Artiest                      | Titel                        |
| ------ | ------------ | ---------------------------- | ---------------------------- |
| 479    | 6 januari    | LeAnn Rimes                  | Can't fight the moonlight    |
|        | 13 januari   | LeAnn Rimes                  | Can't fight the moonlight    |
| 480    | 20 januari   | Jennifer Lopez               | Love don't cost a thing      |
|        | 27 januari   | Jennifer Lopez               | Love don't cost a thing      |
| 481    | 3 februari   | Outkast                      | Ms. Jackson                  |
| 482    | 10 februari  | Def Rhymz                    | Puf / Schudden               |
|        | 17 februari  | Def Rhymz                    | Puf / Schudden               |
|        | 24 februari  | Def Rhymz                    | Puf / Schudden               |
| 483    | 3 maart      | Shaggy & Rikrok              | It wasn't me                 |
|        | 10 maart     | Shaggy & Rikrok              | It wasn't me                 |
|        | 17 maart     | Shaggy & Rikrok              | It wasn't me                 |
|        | 24 maart     | Shaggy & Rikrok              | It wasn't me                 |
|        | 31 maart     | Shaggy & Rikrok              | It wasn't me                 |
|        | 7 april      | Shaggy & Rikrok              | It wasn't me                 |
| 484    | 14 april     | Starmaker                    | Damn (I think I love you)    |
|        | 21 april     | Starmaker                    | Damn (I think I love you)    |
|        | 28 april     | Starmaker                    | Damn (I think I love you)    |
|        | 5 mei        | Starmaker                    | Damn (I think I love you)    |
|        | 12 mei       | Starmaker                    | Damn (I think I love you)    |
| 485    | 19 mei       | One Day Fly                  | I wanna be a one day fly     |
|        | 26 mei       | One Day Fly                  | I wanna be a one day fly     |
|        | 2 juni       | One Day Fly                  | I wanna be a one day fly     |
|        | 9 juni       | One Day Fly                  | I wanna be a one day fly     |
| 486    | 16 juni      | Atomic Kitten                | Whole again                  |
| 487    | 23 juni      | Shaggy & Rayvon              | Angel                        |
|        | 30 juni      | Shaggy & Rayvon              | Angel                        |
|        | 7 juli       | Shaggy & Rayvon              | Angel                        |
|        | 14 juli      | Shaggy & Rayvon              | Angel                        |
|        | 21 juli      | Shaggy & Rayvon              | Angel                        |
|        | 28 juli      | Shaggy & Rayvon              | Angel                        |
|        | 4 augustus   | Shaggy & Rayvon              | Angel                        |
| 488    | 11 augustus  | U2                           | Elevation                    |
| 489    | 18 augustus  | Herman Brood                 | My way                       |
|        | 25 augustus  | Herman Brood                 | My way                       |
|        | 1 september  | Herman Brood                 | My way                       |
| 490    | 8 september  | Alicia Keys                  | Fallin'                      |
|        | 15 september | Alicia Keys                  | Fallin'                      |
|        | 22 september | Alicia Keys                  | Fallin'                      |
|        | 29 september | Alicia Keys                  | Fallin'                      |
|        | 6 oktober    | Alicia Keys                  | Fallin'                      |
| 491    | 13 oktober   | Kylie Minogue                | Can't get you out of my head |
|        | 20 oktober   | Kylie Minogue                | Can't get you out of my head |
|        | 27 oktober   | Kylie Minogue                | Can't get you out of my head |
|        | 3 november   | Kylie Minogue                | Can't get you out of my head |
|        | 10 november  | Kylie Minogue                | Can't get you out of my head |
| 492    | 17 november  | De Poema's                   | Zij maakt het verschil       |
|        | 24 november  | De Poema's                   | Zij maakt het verschil       |
| 493    | 1 december   | Sita                         | Happy                        |
|        | 8 december   | Sita                         | Happy                        |
| 494    | 15 december  | Gigi d'Agostino              | L'amour toujours             |
|        | 22 december  | Gigi d'Agostino              | L'amour toujours             |
|        | 29 december  | Geen Mega Top 100 verschenen | Geen Mega Top 100 verschenen |